# Миколаївське (Новгород-Сіверський район)
Микола́ївське — колишнє село в Україні, у Новгород-Сіверському районі Чернігівської області. Населення 2001 року становило 10 осіб. Орган місцевого самоврядування — Михальчино-Слобідська сільська рада.

## Історія
Село Миколаївське належало до «молодих» сіл — воно виникло вже у ХХ столітті, ймовірно у 1920-30-х роках. 1988 року у селі мешкало близько 30 осіб.
Складалося з однієї прямої вулиці довжиною 1,3 кілометра. Ґрунтовою дорогою сполучалося із центром сільської ради Михальчиною Слободою (відстань — 3,2 кілометри). Забудова існувала здебільшого лише з одного, лівого боку вулиці.
Рішенням Чернігівської обласної ради від 20 липня 2016 року село виключене з облікових даних як таке, де ніхто не проживає.